# Sphyrospermum longifolium
Sphyrospermum longifolium là một loài thực vật có hoa trong họ Thạch nam. Loài này được Poepp. & Endl. miêu tả khoa học đầu tiên năm 1835.